# Karl Kulisz

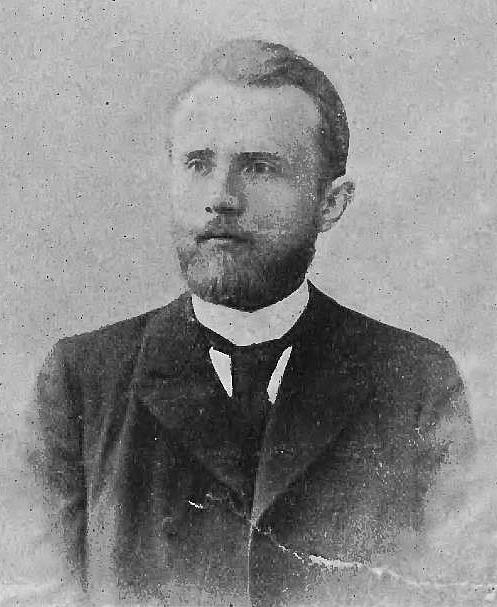
Karl Kulisz (vor 1907)

Karl Kulisz (* 12. Juni 1873 in Dzięgielów, Bezirk Teschen; † 8. Mai 1940 im KZ Buchenwald; auch Karol Kulisz) war ein lutherischer Theologe der Evangelisch-Augsburgischen Kirche in Polen und Opfer des Nationalsozialismus.

## Leben und Wirken
Karl Kulisz wurde als Sohn des Hausbesitzers Adam Kulisz und Anna Hławiczka geboren. Er studierte Evangelische Theologie an den Universitäten Wien und Erlangen, bevor er nach seinem Vikariat in   Ligotka Kameralna,  am 6. Januar 1899 zum Geistlichen Amt ordiniert wurde.
Im Jahre 1908 übernahm Kulisz selbst die Pfarrstelle in Ligotka Kameralna, nachdem sein dortiger Vikars-Mentor und Pfarrer Jerzy (Georg) Heczko ausgeschieden war. Hier gab Kulisz das christliche Blatt Dla Wszystkich heraus.
Im Jahre 1919 wechselte Kulisz auf die Erste Pfarrstelle der Kirchengemeinde Teschen und blieb dort bis 1939. Hier galt er als volkstümlicher und eindrucksvoller Prediger, der von 1921 bis 1936 außerdem Superintendent der schlesischen Diözese der Evangelisch-Augsburgischen Kirche in Polen war.
Schon sehr früh betätigte sich Karl Kulisz nationalpolnisch im ostpreußischen Masurenland. Hier gründete er in den Jahren 1903 bis 1905 mit dem Pfarrer Franciszek (Franz) Michejda und im Einvernehmen mit dem Generalsuperintendenten Juliusz Bursche eine polnische Buchhandlung und Druckerei in Osterode. Das polnische Blatt Masurischer Bote wurde von ihm ins Leben gerufen.
Von 1910 bis 1919 redigierte Kulisz das Evangelisationsblatt Wort des Lebens, und von 1919 an war er Mitglied der Delegation, die der damalige Rada Narodowa Księstwa Cieszyńskiego (Schlesisch-Teschener Nationaler Volksrat) nach Paris zwecks Angliederung des Teschener Landes an Polen entsandte.
Karl Kulisz war Gründer und Leiter der Diakonissenanstalt Dzięgelów bei Teschen, ebenso von Bethesda.
Im September 1939 wurde er von der Gestapo wegen seiner polnisch-nationalen Tätigkeit in der Provinz Oberschlesien und seiner Beteiligung als Vertreter dieser Provinz beim Botschafterrat 1919 verhaftet. Zuerst wurde er in ein Gefängnis in Schlesien, dann 1940 in das KZ Buchenwald bei Weimar verbracht. Bereits am ersten Tage schlugen ihm die KZ-Wächter ein Auge aus und zerbrachen ihm den Unterkiefer. Trotz ständig erneuerter Bitten seiner Teschener Gemeinde wurde Kulisz nicht freigelassen. Sein Leichnam wurde verbrannt, die Urne mit der Asche 1940 seiner Witwe übersandt.